# 김영민 (공무원)
김영민(金榮敏, 1958년 ~ , 경북 상주)은 대한민국의 공무원이다. 23대 특허청장을 지냈다.

## 학력
- 1977년 : 함창고등학교 졸업
- 1981년 : 경북대학교 행정학 학사
- 1983년 : 경북대학교 대학원 행정학 수료
- 1998년 : 위스콘신매디슨대학교 대학원 정책학 석사

## 경력
- 1982.12 : 제25회 행정고시 합격
- 1983.03 : 국세청 근무
- 상공부 중소기업정책과
- 상공자원부 미주통상과 사무관
- 1995.05 ~ 1998.09 : 상공자원부 세계무역담당관실 서기관
- 1998.09 ~ 1999.06 : 대한무역투자진흥공사 외국인투자지원센터
- 1999.06 : 산업자원부 무역투자실 구아협력과장
- 산업자원부 정책평가담당관
- 산업자원부 기획예산담당관
- 산업자원부 반도체전기과장
- 산업자원부 수송기계산업과장
- 2006.06 : 특허청 고객서비스본부장
- 특허청 산업재산정책국장
- 2010.04 ~ 2011.04 : 지식경제부 통상협력정책관
- 2011.04 ~ 2013.03 : 특허청 차장
- 2013.03 ~ 2015.03 : 특허청장
- 2015.11 : 제17대 한국광물자원공사 사장

## 참고
| 전임 김창룡 | 제23대 특허청 차장 2011년 4월 11일 ~ 2013년 3월 18일 | 후임 이준석 |

| 전임 김호원 | 제23대 특허청장 2013년 3월 18일 ~ 2015년 3월 17일 | 후임 이준석(직무대행) 최동규 |